# René Arnoux
René Arnoux, född 4 juli 1948 i Pontcharra i Grenoble, är en fransk racerförare.  

## Racingkarriär

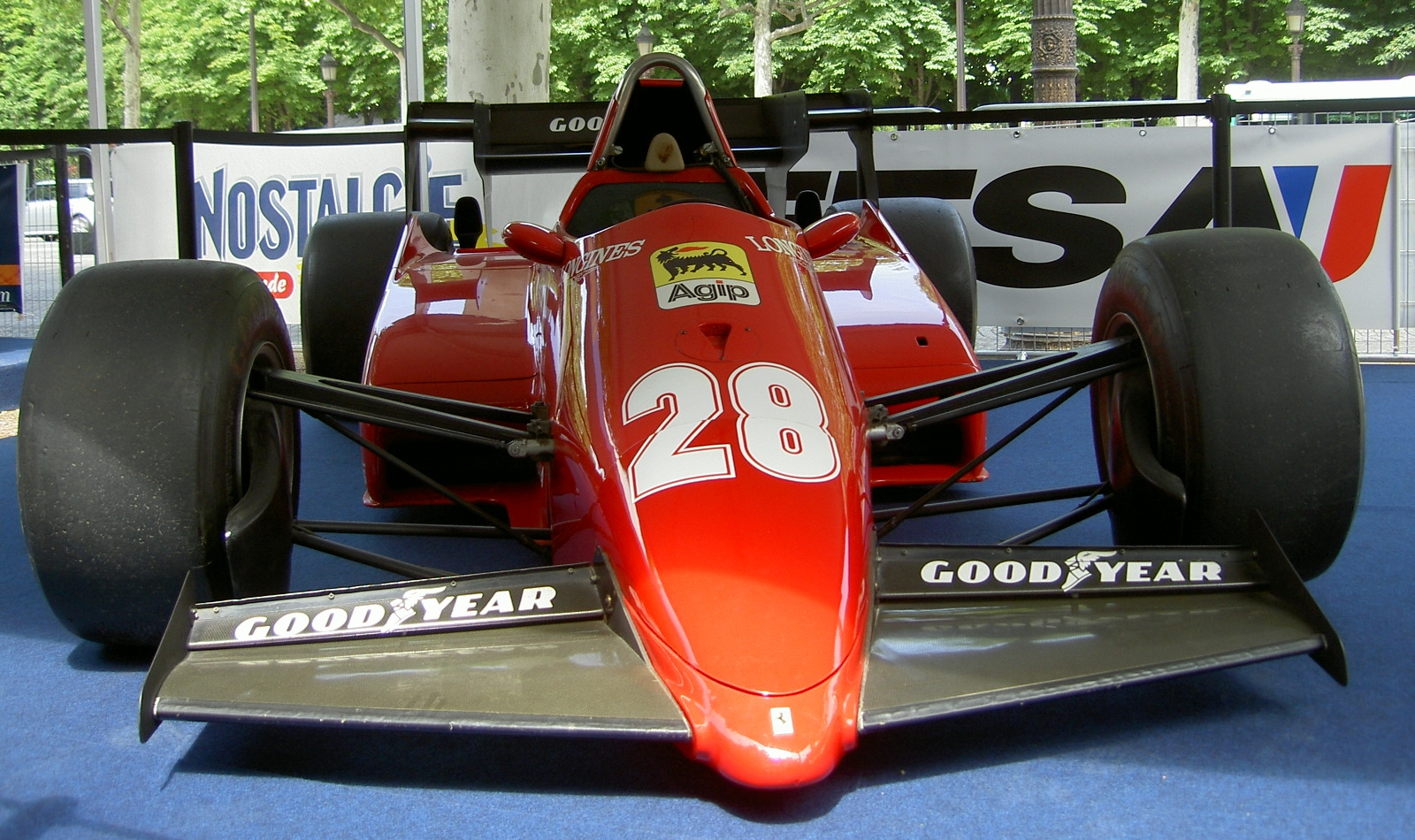
Arnoux' Ferrari 126C3

Arnoux vann det europeiska formel 2-mästerskapet för Martini 1977. Han tävlade sedan i formel 1 under slutet av 1970-talet och hela 1980-talet. Arnoux vann under sin karriär sju F1-lopp, bland annat Frankrikes Grand Prix 1982 före sin dåvarande stallkamrat Alain Prost. Detta var dock tvärt emot Renaults order.
Arnoux kom som bäst trea i formel 1-VM 1983.

## F1-karriär
| Säsong                 | Stall/Tillverkare         | Placering              | Lopp | Poäng | Etta | Tvåa | Trea | Pole | Varv |
| ---------------------- | ------------------------- | ---------------------- | ---- | ----- | ---- | ---- | ---- | ---- | ---- |
| 1978                   | Martini-Ford Surtees-Ford | -                      | 7 2  |       |      |      |      |      |      |
| 1979                   | Renault                   | 8                      | 15   | 17    |      | 2    | 1    | 2    | 2    |
| 1980                   | Renault                   | 6                      | 14   | 29    | 2    | 1    |      | 3    | 4    |
| 1981                   | Renault                   | 9                      | 15   | 11    |      | 1    |      | 4    | 1    |
| 1982                   | Renault                   | 6                      | 16   | 28    | 2    | 1    | 1    | 5    | 1    |
| 1983                   | Ferrari                   | 3                      | 15   | 49    | 3    | 2    | 2    | 4    | 2    |
| 1984                   | Ferrari                   | 6                      | 16   | 27    |      | 2    | 2    |      | 2    |
| 1985                   | Ferrari                   | 17                     | 1    | 3     |      |      |      |      |      |
| 1986                   | Ligier-Renault            | 10                     | 16   | 14    |      |      |      |      |      |
| 1987                   | Ligier-Megatron           | 21                     | 15   | 1     |      |      |      |      |      |
| 1988                   | Ligier-Judd               | -                      | 16   |       |      |      |      |      |      |
| 1989                   | Ligier-Ford               | 24                     | 16   | 2     |      |      |      |      |      |
| Sammanlagt 12 säsonger | Sammanlagt 12 säsonger    | Sammanlagt 12 säsonger | 164  | 181   | 7    | 9    | 6    | 18   | 12   |

| 1. Brasilien 1980 2. Sydafrika 1980 3. Frankrike 1982 4. Italien 1982 5. Kanada 1983 6. Tyskland 1983 7. Nederländerna 1983 |

| 1. Storbritannien 1979 2. USA 1979 3. Nederländerna 1980 4. Österrike 1981 5. Tyskland 1982 6. Österrike 1983 7. Italien 1983 8. San Marino 1984 9. USA 1984 |

| 1. Frankrike 1979 2. Sydafrika 1982 3. USA West 1983 4. San Marino 1983 5. Belgien 1984 6. Monaco 1984 |

| 1. Österrike 1979 2. Nederländerna 1979 3. Österrike 1980 4. Nederländerna 1980 5. Italien 1980 6. Frankrike 1981 7. Storbritannien 1981 8. Österrike 1981 9. Italien 1981 10. Sydafrika 1982 11. San Marino 1982 12. Monaco 1982 13. Nederländerna 1982 14. Frankrike 1982 15. San Marino 1983 16. Detroit 1983 17. Kanada 1983 18. Storbritannien 1983 |

| 1. Frankrike 1979 2. Österrike 1979 3. Brasilien 1980 4. Sydafrika 1980 5. Österrike 1980 6. Nederländerna 1980 7. Storbritannien 1981 8. Italien 1982 9. Tyskland 1983 10. Nederländerna 1983 11. Belgien 1984 12. Nederländerna 1984 |